# Salmo 132
El Salmo 132 es el salmo 132 del Libro de los Salmos, que comienza en inglés en la versión King James: «Señor, acuérdate de David y de todas sus aflicciones». En el sistema de numeración ligeramente diferente utilizado en la versión griega Septuaginta de la Biblia y en la Vulgata latina, este salmo es el Salmo 130. En latín, se conoce como «Memento Domine David».
El salmo es uno de los quince Cánticos de Ascensión (Shir Hama'alot), el más largo de estos 15 salmos. Se desconoce su autor.
El salmo forma parte habitual de las liturgias judía, católica, luterana, anglicana y otras liturgias protestantes. 

## Texto
La siguiente tabla muestra el texto en hebreo del Salmo con vocales, junto con el texto en griego koiné de la Septuaginta y la traducción al español de la Biblia del Rey Jacobo. Tenga en cuenta que el significado puede diferir ligeramente entre estas versiones, ya que la Septuaginta y el texto masorético provienen de tradiciones textuales diferentes. En la Septuaginta, este salmo está numerado como Salmo 131.
| #  | Hebreo                                                             | Español | Griego |
| -- | ------------------------------------------------------------------ | --- | --- |
| 1  | שִׁ֗יר הַֽמַּ֫עֲל֥וֹת זְכוֹר־יְהֹוָ֥ה לְדָוִ֑ד אֵ֝֗ת כׇּל־עֻנּוֹתֽוֹ׃                             | Un Cánticos de Ascensión. Señor, acuérdate de David y de todas sus aflicciones.                                            | ᾿ῼδὴ τῶν ἀναβαθμῶν. - ΜΝΗΣΘΗΤΙ, Κύριε, τοῦ Δαυΐδ καὶ πάσης τῆς πρᾳότητος αὐτοῦ,                                                                         |
| 2  | אֲשֶׁ֣ר נִ֭שְׁבַּע לַֽיהֹוָ֑ה נָ֝דַ֗ר לַאֲבִ֥יר יַעֲקֹֽב׃                                     | Cómo juró al Señor y prometió al Dios poderoso de Jacob;                                                                   | ὡς ὤμοσε τῷ Κυρίῳ, ηὔξατο τῷ Θεῷ ᾿Ιακώβ· |
| 3  | אִם־אָ֭בֹא בְּאֹ֣הֶל בֵּיתִ֑י אִם־אֶ֝עֱלֶ֗ה עַל־עֶ֥רֶשׂ יְצוּעָֽי׃                             | Ciertamente no entraré en la tienda de mi casa, ni subiré a mi lecho;                                                      | εἰ εἰσελεύσομαι εἰς σκήνωμα οἴκου μου, εἰ ἀναβήσομαι ἐπὶ κλίνης στρωμνῆς μου,                                                                           |
| 4  | אִם־אֶתֵּ֣ן שְׁנַ֣ת לְעֵינָ֑י לְֽעַפְעַפַּ֥י תְּנוּמָֽה׃                                     | No daré sueño a mis ojos, ni sueño a mis párpados,                                                                         | εἰ δώσω ὕπνον τοῖς ὀφθαλμοῖς μου καὶ τοῖς βλεφάροις μου νυσταγμὸν καὶ ἀνάπαυσιν τοῖς κροτάφοις μου,                                                     |
| 5  | עַד־אֶמְצָ֣א מָ֭קוֹם לַיהֹוָ֑ה מִ֝שְׁכָּנ֗וֹת לַאֲבִ֥יר יַעֲקֹֽב׃                              | Hasta que encuentre un lugar para el Señor, una morada para el Dios poderoso de Jacob.                                     | ἕως οὗ εὕρω τόπον τῷ Κυρίῳ, σκήνωμα τῷ Θεῷ ᾿Ιακώβ. |
| 6  | הִנֵּֽה־שְׁמַעֲנ֥וּהָ בְאֶפְרָ֑תָה מְ֝צָאנ֗וּהָ בִּשְׂדֵי־יָֽעַר׃                                 | He aquí, lo oímos en Efrata; lo hallamos en los campos del bosque.                                                         | ἰδοὺ ἠκούσαμεν αὐτὴν ἐν ᾿Εφραθᾷ, εὕρομεν αὐτὴν ἐν τοῖς πεδίοις τοῦ δρυμοῦ·                                                                              |
| 7  | נָב֥וֹאָה לְמִשְׁכְּנוֹתָ֑יו נִ֝שְׁתַּחֲוֶ֗ה לַהֲדֹ֥ם רַגְלָֽיו׃                                 | Entraremos en sus tabernáculos: adoraremos en el estrado de sus pies.                                                      | εἰσελευσόμεθα εἰς τὰ σκηνώματα αὐτοῦ, προσκυνήσομεν εἰς τὸν τόπον, οὗ ἔστησαν οἱ πόδες αὐτοῦ.                                                           |
| 8  | קוּמָ֣ה יְ֭הֹוָה לִמְנוּחָתֶ֑ךָ אַ֝תָּ֗ה וַאֲר֥וֹן עֻזֶּֽךָ׃                                   | Levántate, oh Señor, a tu reposo; tú y el arca de tu fortaleza.                                                            | ἀνάστηθι, Κύριε, εἰς τὴν ἀνάπαυσίν σου, σὺ καὶ ἡ κιβωτὸς τοῦ ἁγιάσματός σου·                                                                            |
| 9  | כֹּהֲנֶ֥יךָ יִלְבְּשׁוּ־צֶ֑דֶק וַחֲסִידֶ֥יךָ יְרַנֵּֽנוּ׃                                     | Que tus sacerdotes se vistan de justicia, y que tus santos griten de alegría.                                              | οἱ ἱερεῖς σου ἐνδύσονται δικαιοσύνην, καὶ οἱ ὅσιοί σου ἀγαλλιάσονται.                                                                                   |
| 10 | בַּֽ֭עֲבוּר דָּוִ֣ד עַבְדֶּ֑ךָ אַל־תָּ֝שֵׁ֗ב פְּנֵ֣י מְשִׁיחֶֽךָ׃                                   | Por amor a tu siervo David, no apartes tu rostro de tu ungido.                                                             | ἕνεκεν Δαυΐδ τοῦ δούλου σου μὴ ἀποστρέψῃς τὸ πρόσωπον τοῦ χριστοῦ σου.                                                                                  |
| 11 | נִשְׁבַּֽע־יְהֹוָ֨ה ׀ לְדָוִ֡ד אֱמֶת֮ לֹא־יָשׁ֢וּב מִ֫מֶּ֥נָּה מִפְּרִ֥י בִטְנְךָ֑ אָ֝שִׁ֗ית לְכִסֵּא־לָֽךְ׃          | El Señor ha jurado en verdad a David; no se apartará de ello; Del fruto de tu cuerpo pondré sobre tu trono.                | ὤμοσε Κύριος τῷ Δαυΐδ ἀλήθειαν καὶ οὐ μὴ ἀθετήσει αὐτήν· ἐκ καρποῦ τῆς κοιλίας σου θήσομαι ἐπὶ τοῦ θρόνου σου·                                          |
| 12 | אִֽם־יִשְׁמְר֬וּ בָנֶ֨יךָ ׀ בְּרִיתִי֮ וְעֵדֹתִ֥י ז֗וֹ אֲלַ֫מְּדֵ֥ם גַּם־בְּנֵיהֶ֥ם עֲדֵי־עַ֑ד יֵ֝שְׁב֗וּ לְכִסֵּא־לָֽךְ׃ | Si tus hijos guardan mi pacto y mi testimonio que yo les enseñaré, sus hijos también se sentarán en tu trono para siempre. | ἐὰν φυλάξωνται οἱ υἱοί σου τὴν διαθήκην μου καὶ τὰ μαρτύριά μου ταῦτα, ἃ διδάξω αὐτούς, καὶ οἱ υἱοὶ αὐτῶν ἕως τοῦ αἰῶνος καθιοῦνται ἐπὶ τοῦ θρόνου σου. |
| 13 | כִּי־בָחַ֣ר יְהֹוָ֣ה בְּצִיּ֑וֹן אִ֝וָּ֗הּ לְמוֹשָׁ֥ב לֽוֹ׃                                    | Porque el Señor ha escogido a Sion; la ha deseado para morada suya.                                                        | ὅτι ἐξελέξατο Κύριος τὴν Σιών, ᾑρετίσατο αὐτὴν εἰς κατοικίαν ἑαυτῷ·                                                                                     |
| 14 | זֹאת־מְנוּחָתִ֥י עֲדֵי־עַ֑ד פֹּה־אֵ֝שֵׁ֗ב כִּ֣י אִוִּתִֽיהָ׃                                 | Este es mi descanso para siempre; aquí habitaré, porque lo he deseado.                                                     | αὕτη ἡ κατάπαυσίς μου εἰς αἰῶνα αἰῶνος, ᾧδε κατοικήσω, ὅτι ᾑρετισάμην αὐτήν·                                                                            |
| 15 | צֵ֭ידָהּ בָּרֵ֣ךְ אֲבָרֵ֑ךְ אֶ֝בְיוֹנֶ֗יהָ אַשְׂבִּ֥יעַֽ לָֽחֶם׃                                   | Bendeciré abundantemente su provisión: saciaré a sus pobres con pan.                                                       | τὴν θύραν αὐτῆς εὐλογῶν εὐλογήσω, τοὺς πτωχοὺς αὐτῆς χορτάσω ἄρτων,                                                                                     |
| 16 | וְֽ֭כֹהֲנֶיהָ אַלְבִּ֣ישׁ יֶ֑שַׁע וַ֝חֲסִידֶ֗יהָ רַנֵּ֥ן יְרַנֵּֽנוּ׃                                | También vestiré a sus sacerdotes con salvación, y sus santos gritarán de alegría.                                          | τοὺς ἱερεῖς αὐτῆς ἐνδύσω σωτηρίαν, καὶ οἱ ὅσιοι αὐτῆς ἀγαλλιάσει ἀγαλλιάσονται.                                                                         |
| 17 | שָׁ֤ם אַצְמִ֣יחַ קֶ֣רֶן לְדָוִ֑ד עָרַ֥כְתִּי נֵ֝֗ר לִמְשִׁיחִֽי׃                                 | Allí haré brotar el cuerno de David; he preparado una lámpara para mi ungido.                                              | ἐκεῖ ἐξανατελῶ κέρας τῷ Δαυΐδ, ἡτοίμασα λύχνον τῷ χριστῷ μου·                                                                                           |
| 18 | א֭וֹיְבָיו אַלְבִּ֣ישׁ בֹּ֑שֶׁת וְ֝עָלָ֗יו יָצִ֥יץ נִזְרֽוֹ׃                                  | A sus enemigos los vestiré de vergüenza, pero sobre él florecerá su corona.                                                | τοὺς ἐχθροὺς αὐτοῦ ἐνδύσω αἰσχύνην, ἐπὶ δὲ αὐτὸν ἐξανθήσει τὸ ἁγίασμά μου.                                                                              |

### Versión Reina-Valera
1. SEÑOR, acuérdate de David, y de todas sus angustias:
2. Cómo juró al SEÑOR, y prometió al Dios poderoso de Jacob;
3. Ciertamente no entraré en la tienda de mi casa, ni subiré a mi lecho;
4. No daré sueño a mis ojos, ni a mis párpados adormecimiento,
5. Hasta que encuentre un lugar para el Señor, una morada para el poderoso Dios de Jacob.
6. He aquí, lo oímos en Efrata; lo encontramos en los campos del bosque.
7. Entraremos en sus tiendas; adoraremos ante su estrado.
8. Levántate, oh Señor, a tu reposo; tú y el arca de tu poder.
9. Que tus sacerdotes se vistan de justicia; y que tus santos griten de alegría.
10. Por amor de tu siervo David, no apartes la faz de tu ungido.
11. El Señor ha jurado en verdad a David; no se apartará de ello; Del fruto de tu cuerpo pondré sobre tu trono.
12. Si tus hijos guardan mi pacto y mi testimonio que les enseñaré, sus hijos también se sentarán sobre tu trono para siempre.
13. Porque el Señor ha elegido a Sión; la ha deseado para morada.
14. Este es mi reposo para siempre; aquí habitaré, porque la he deseado.
15. Bendeciré abundantemente su provisión; saciaré de pan a sus pobres.
16. También vestiré de salvación a sus sacerdotes, y sus santos gritarán de alegría.
17. Allí haré brotar el cuerno de David: He ordenado una lámpara para mi ungido.
18. A sus enemigos los vestiré de vergüenza: pero sobre él florecerá su corona.

### Resumen
Este salmo tiene 18 versículos. La Nueva Versión Estándar Revisada lo asocia con «la Morada Eterna de Dios en Sion». La Biblia de Jerusalén lo describe como un «himno mesiánico y un «himno de aniversario» que recuerda el hallazgo y la traducción del Arca de la Alianza, que se relatan en 1 Samuel 6 y 2 Samuel 6 en la Biblia en hebreo. Las palabras del versículo 6, «lo oímos en Efrata», se refieren al arca.

### Versículo 1
Señor, acuérdate de David,
Y de todas sus aflicciones.
La Nueva Versión Internacional se refiere a la abnegación de David. Albert Barnes sugiere que las aflicciones específicas que se consideran fueron «su celo, su trabajo, sus pruebas para que hubiera un lugar permanente para la adoración [de Dios]».

## Comentarios

### De la Iglesia católica

#### A todo el salmo
Este salmo tiene un contexto monárquico y probablemente fue usado en ceremonias de coronación, ya que pide bendiciones para el rey, descendiente de David. Algunos versículos (8-10) se relacionan con la oración de Salomón en 2 Crónicas 6, lo que indica un origen anterior al exilio. Sin embargo, más tarde se incorporó entre los «cánticos de las subidas», oraciones que los peregrinos recitaban al llegar al Templo, transformándose así en una súplica por el bienestar del rey y de Jerusalén a lo largo de todas las épocas.
La primera parte (vv. 1-10) presenta una petición a Dios basada en las acciones de David: su juramento (vv. 1-5), el traslado del arca (vv. 6-9), y la promesa divina hacia su descendencia (v. 10). La segunda parte (vv. 11-18) recoge las promesas de Dios: al linaje de David (vv. 11-12), a Sión como su lugar elegido (vv. 13-14), al pueblo fiel (vv. 15-16), y al rey, su ungido (vv. 17-18).
El término «ungido» aparece dos veces, reforzando el carácter mesiánico del salmo. En la tradición judía y cristiana, este salmo se ha interpretado como una esperanza puesta en un futuro descendiente de David. Para los cristianos, ese descendiente es Jesús, el Mesías, a quien Dios confirmó como su Hijo por medio de la resurrección (cf. Rm 1,3-4). Así, el salmo trasciende su contexto original y se convierte en una oración de esperanza en el cumplimiento de las promesas divinas así como lámpara o luz para todas las gentes.

#### A los versículos 1-9
Este salmo se basa en una idea recurrente en los libros de los Reyes: Dios muestra fidelidad a los reyes de Judá por amor a David, su siervo . En este caso, se presenta una súplica por el rey, identificado como el «ungido», sin especificar quién, lo que permite aplicar el texto a cualquier descendiente davídico (v. 10). La oración se apoya en dos argumentos principales para pedir el favor divino. El primero es el celo de David por el Arca de la Alianza, su deseo de darle un lugar digno y el esfuerzo por trasladarla a Jerusalén (vv. 2-9). El segundo es la promesa que Dios mismo hizo al rey y su elección de Sión como lugar de residencia (vv. 11-18). Aunque el juramento de David que aquí se menciona (vv. 2-5) no se encuentra literalmente en 2 Samuel 6–7, el salmo transmite con fidelidad el espíritu de aquellos relatos, en los que David muestra su intención de construir una casa al Señor. El título «Fuerte de Jacob» (vv. 2.5) se refiere a Dios como protector del pueblo.
La mención de Efrata probablemente alude a la región de Belén, tierra natal de David, mientras que «los campos de Yaar» hacen referencia a Quiriat-Yearim, donde estuvo el Arca antes de ser llevada a Jerusalén. En el salmo también aparecen expresiones litúrgicas que, según 2 Crónicas 6,40-42, eran usadas en las celebraciones del Templo, como la dedicación. La frase «se revistan de justicia» (v. 9) puede entenderse como una referencia a las vestiduras litúrgicas que reflejan la dignidad del culto, pero también, como indica el v. 16, como un signo de la salvación que Dios concede a sus sacerdotes.
Finalmente, el versículo 8 se usa en la liturgia de la Asunción de María, reconociendo en ella el nuevo «Arca de la Alianza», ya que llevó en su seno al Hijo de Dios hecho hombre.

#### A los versículos 10-18
Al compromiso solemne que David hace ante Dios (v. 2), responde el Señor con un juramento aún más firme (v. 11), reflejo de la promesa comunicada por medio del profeta Natán (cf. 2 S 7,4-16). Este oráculo, que inicialmente se dirigía a Salomón, se amplía aquí a toda la descendencia de David (v. 12), consolidando la alianza dinástica. El salmo pone de manifiesto que Dios no se deja ganar en generosidad: ante la fidelidad y el celo de David, Él responde con promesas más amplias y duraderas. No solo garantiza estabilidad a su linaje, sino que también elige Sión como su morada definitiva, bendiciendo a su pueblo, sus sacerdotes y su ungido. Es una respuesta divina que supera toda expectativa humana y manifiesta la fidelidad de Dios a quienes lo buscan con corazón sincero. Siempre da más de lo que le pedimos.
El salmo introduce un nuevo oráculo que retoma y actualiza las palabras dirigidas por Dios a Salomón, reafirmando su elección de Sión como lugar de su presencia. A partir de ahí, se detallan los beneficios que derivan de esa presencia divina en el Templo: prosperidad material, salvación para el pueblo y gozo para los fieles. El punto central de esta promesa es la continuidad de la dinastía de David, expresada en la imagen de la «lámpara», símbolo de vida y permanencia del linaje real (cf. 1 Re 11,36). La «corona» mencionada en el versículo 18 representa el honor y la gloria de la realeza protegida por Dios. Todo el pasaje subraya que la fidelidad del Señor no solo se manifiesta en lo espiritual, sino también en el bienestar concreto de su pueblo y en la estabilidad de la casa de David.

## Usos

### Judaísmo
- Recitado en algunas comunidades después de Minjá entre Sucot y Shabat Hagadol.[15]
- Los versículos 8-10 se recitan según la costumbre asquenazí tardía cuando el rollo de la Torá se coloca en el arca.[16]
- El versículo 13 es el decimocuarto versículo de Yehi Kivod en Pesukei Dezimra.[17]

### Nuevo Testamento
En el Nuevo Testamento,
- El versículo 5 se cita en Hechos Hechos 7:46[18]
- El versículo 11 se cita en Hechos Hechos 2:30[18]
- El versículo 17 se cita en Lucas Lucas 1:69[18]

### Iglesia católica
Como San Benito de Nursia atribuyó principalmente los últimos salmos a las oficios de vísperas, este Salmo 132 se cantaba tradicionalmente durante la celebración de las vísperas del martes, según la Regla de San Benito, fijada a las 5:30 p. m. 
En la actual Liturgia de las Horas, el Salmo 132 se recita en el Oficio de Lecturas el sábado de la primera semana del ciclo semanal de cuatro semanas de oraciones litúrgicas, y en las Vísperas el jueves de la tercera semana. Se divide en dos partes. En la liturgia de la misa se lee para la fiesta de la Asunción.

### Libro de Oración Común
En el «Libro de Oración Común» de la Iglesia de Inglaterra, este salmo está destinado a ser leído en la mañana del vigésimo octavo día del mes, así como en Vísperas el día de Navidad.

### Iglesia copta ortodoxa
En la Agpeya, el Libro de Horas, de la Iglesia Copta, este salmo se reza en el oficio de Completas y la tercera vigilia del oficio de medianoche También está en la oración del Velo, que generalmente solo rezan los monjes.

### Acompañamientos musicales
Heinrich Schütz compuso una paráfrasis métrica del Salmo 132 en alemán, «In Gnaden, Herr, wollst eindenk sein», SWV 137, para el Salterio Becker, publicado por primera vez en 1628.
Marc-Antoine Charpentier puso música al salmo en latín, Memento Domine, H.155, para solistas, coro, dos instrumentos agudos y continuo (c. 1670).
«Let David Be Remembered» fue thaxted por Martin E. Leckebusch en 2003